# Rescued
"Rescued" é uma canção da banda de rock americana Foo Fighters. Lançada em 19 de abril de 2023, é o primeiro single da banda desde o falecimento repentino de seu baterista de longa data, Taylor Hawkins, e o primeiro de seu décimo primeiro álbum de estúdio, But Here We Are.

## Lançamento
Ao ser lançada como o primeiro single de But Here We Are, a banda a descreveu como "a primeira de 10 canções que abrangem uma gama de emoções, indo da raiva e tristeza à serenidade e aceitação, e uma miríade de pontos intermediários".

## Recepção
Consequence of Sound disse em sua análise da música que "Se tem uma coisa que o Foo Fighters nunca fez, é soar tão vital. À medida que eles iniciam o pós-refrão empolgante da música, há uma energia contagiante na entrega sincera da banda - a mesma que marcou seus maiores sucessos, como "Best of You", "The Pretender" e "Everlong". Metal Planet Music afirmou que "'Rescued' é um autêntico rock'n'roll com uma rebeldia inflamada, atravessado por dor e fragilidade. Reunindo tudo o que amamos no Foo Fighters, as guitarras arrasam, os ritmos impulsionam e Dave Grohl traz um de seus vocais mais emocionais para a letra."
"Rescued" foi o 29.º hit da banda a ocupar o Top 10 da parada Alternative Airplay da Billboard, estabelecendo um novo recorde para o maior número de canções entre as dez primeiras nessa parada. Em 27 de maio de 2023, a faixa alcançou o topo da parada Alternative Airplay, tornando-se a décima primeira canção da banda a ocupar o primeiro lugar na lista. Com isso, o Foo Fighters se tornou a quarta banda com mais canções em primeiro lugar, atrás apenas de Red Hot Chili Peppers, Green Day e Linkin Park. "Rescued" também conquistou o primeiro lugar na parada Rock & Alternative Airplay da Billboard, sendo o décimo hit da banda a alcançar a posição nessa lista. Além disso, alcançou a mesma posição na parada Mainstream Rock Airplay, consolidando-se como a 12.ª música da banda a chegar ao topo, com 9,9 milhões de ouvintes. Com esse feito, o Foo Fighters se tornou a banda com mais músicas na 1.ª posição da parada Rock & Alternative Airplay e a quinta na Mainstream Rock Airplay. Em 5 de junho de 2023, "Rescued" estreou em 96.º lugar na UK Singles Chart do Reino Unido.

## Desempenho nas paradas musicais
| Parada musical (2023)                         | Melhor posição |
| --------------------------------------------- | -------------- |
| Alemanha (German Download Singles)            | 79             |
| Austrália (ARIA)                              | 36             |
| Canadá (Billboard Rock)                       | 1              |
| Canadá (Canadian Hot 100)                     | 88             |
| Estados Unidos (Hot Rock & Alternative Songs) | 12             |
| Estados Unidos (Rock & Alternative Airplay)   | 1              |
| Finlândia (Finland Airplay)                   | 98             |
| Japão (Japan Hot Overseas)                    | 13             |
| Nova Zelândia (New Zealand Hot Singles)       | 16             |
| Reino Unido (UK Singles Downloads)            | 28             |
| Reino Unido (UK Singles Sales)                | 48             |
| República Checa (Czech Republic Modern Rock)  | 9              |

| Parada musical (2023)                         | Posição |
| --------------------------------------------- | ------- |
| Estados Unidos (Hot Rock & Alternative Songs) | 65      |
| Estados Unidos (Rock & Alternative Airplay)   | 2       |